# سامول پطروسیان
سامول آلکساندری پطروسیان (ارمنی: Սամվել Ալեքսանդրի Պետրոսյան؛ زادهٔ ۲۷ سپتامبر ۱۹۵۴) یک بازیکن فوتبال سابق در پست مهاجم و مربی فوتبال فعلی اهل ارمنستان است.

## باشگاهی
از باشگاه‌هایی که در آن بازی کرده‌است می‌توان به آرارات ایروان و کوتایک اشاره کرد.